# Halesochila taylori
Halesochila taylori là một loài Trichoptera trong họ Limnephilidae. Chúng phân bố ở miền Tân bắc.